# Najib Mikati
Najib Azmi Mikati (àrab: نجيب ميقاتي, Najīb Mīqātī) (Trípoli, Líban, 24 de novembre de 1955) és un polític libanès, multimilionari i primer ministre del Líban en diverses ocasions.
Anteriorment ja ho havia estat en dues ocasions més: entre el 13 de juny de 2011 i el 15 de febrer de 2014 i entre abril i juliol de 2005, en un govern de transició. El 25 de gener de 2011, Mikati va ser nomenat per servir com a primer ministre per la majoria dels vots en les consultes parlamentàries després de la caiguda del govern libanès de novembre de 2009.
Segons Forbes, el 2023 tenia la fortuna més gran del país amb 2.800 milions de dòlars. El 2019 va ser acusat de diferents càrrecs de corrupció i va ser acusat d'enriquiment il·lícit, i el 2021 va aparèixer a la filtració dels Papers de Pandora, sobre la qual cosa va negar cap conducta irregular. Se'l considera proper al règim sirià i ha dut a terme diferents projectes de telecomunicacions tant a Síria com al Líban.
Fou nomenat primer ministre del Líban en setembre de 2021. fins que Nawaf Salam es va convertir en el nou primer ministre el 8 de febrer de 2025.